# Hamnstad (film)
Hamnstad är en svensk dramafilm från 1948 i regi av Ingmar Bergman.

## Handling[1]
Det här är historien om Berit och Gösta. Hon är en ung flicka som tillbringat flera år på skyddshem för flickor för att ordna upp sitt liv. Nu bor hon med sin mor, men deras relation håller långsamt på att kollapsa: modern hycklar omtanke, men försöker i själva verket se till att Berit åter hamnar på skyddshem. Han är en sjöman som återvänder efter många år på sjön. De träffas och blir förälskade, men det är mycket som står i vägen för ett lyckligt liv tillsammans.

## Om filmen
Som förlaga har filmen berättelsen Guldet och murarna skriven av Olle Länsberg. Filmens urpremiär skedde i Göteborg och Uddevalla den 11 oktober 1948. Till Stockholm kom filmen en vecka senare med premiär på biograf Skandia.

## Rollista[4]
- Nine-Christine Jönsson – Berit (Irene) Holm, fabriksarbetare
- Bengt Eklund – Gösta Andersson, stuveriarbetare
- Mimi Nelson – Gertrud Ljungberg, hotellstäderska
- Berta Hall – Berits mor
- Birgitta Valberg – Agneta Vilander, socialassistent
- Sif Ruud – fru Krona, abortör
- Else-Merete Heiberg – en skyddshemsflicka
- Brita Billsten – en skyddshemsflicka, senare gatflicka
- Harry Ahlin – Skåningen, stuvare
- Nils Hallberg – Gustav, stuvare
- Sven-Eric Gamble – Eken, stuvare
- Yngve Nordwall – Tuppen, förman på fabriken

## Musik i filmen[5]
- La paloma (La paloma/Den dag, då mitt hem jag bytte mot friska sjön),  kompositör och text Sebastián Yradier, svensk text Ernst Wallmark, sång Bengt Eklund
- Swing Time at Wauxhal,  kompositör Sven Sjöholm, instrumental.
- Det ligger en båt i hamnen,  kompositör Sven Sjöholm, instrumental.
- Cantique de Noël (Adams julsång/O, helga natt),  kompositör Adolphe Adam, text Placide Cappeau de Roquemaure svensk text Augustinus Koch, sång Sven-Olof Sandberg